# Khoa Mỹ thuật Đại học Nicolaus Copernicus ở Toruń

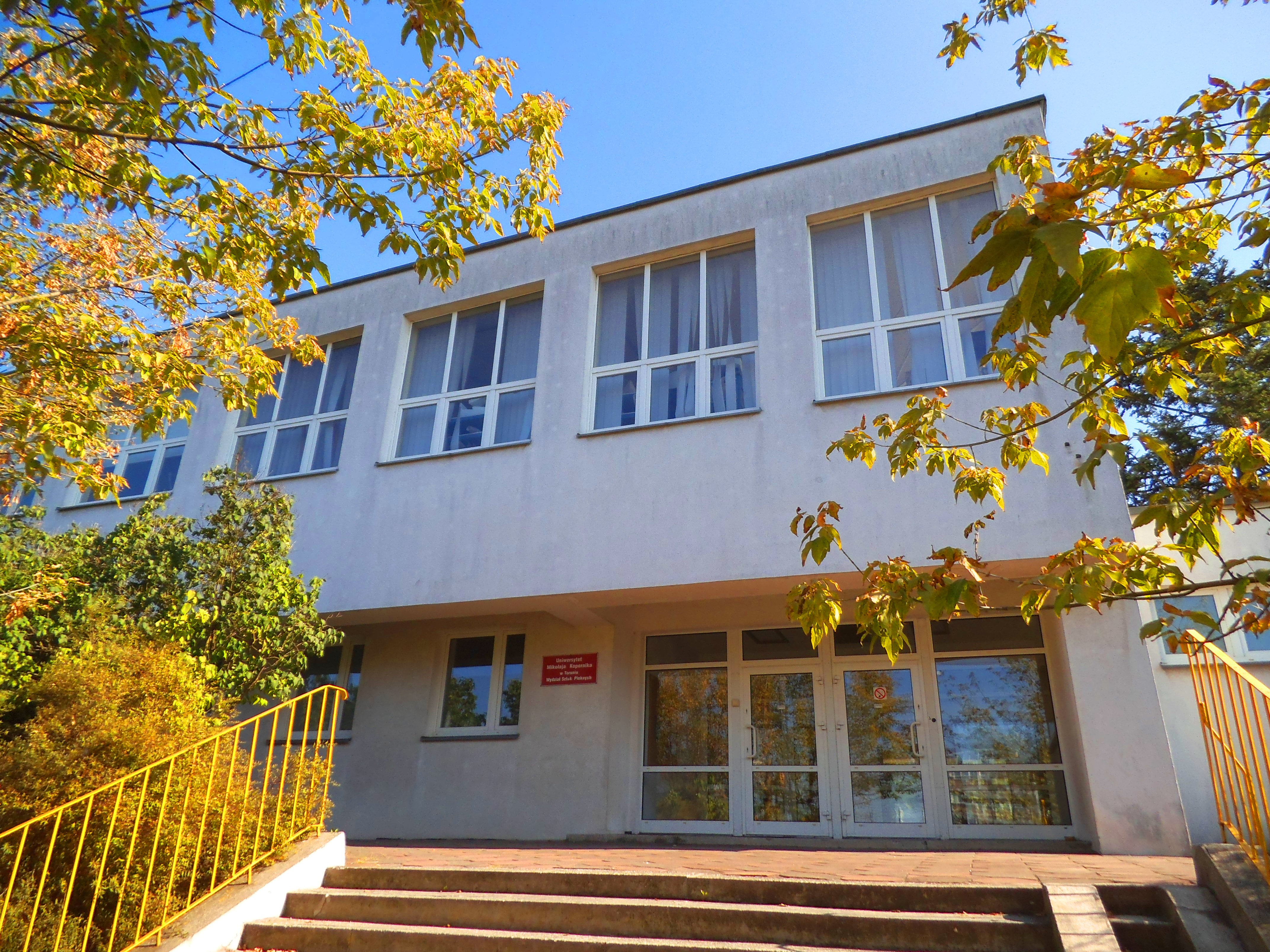
Phòng vẽ của khoa Mỹ thuật

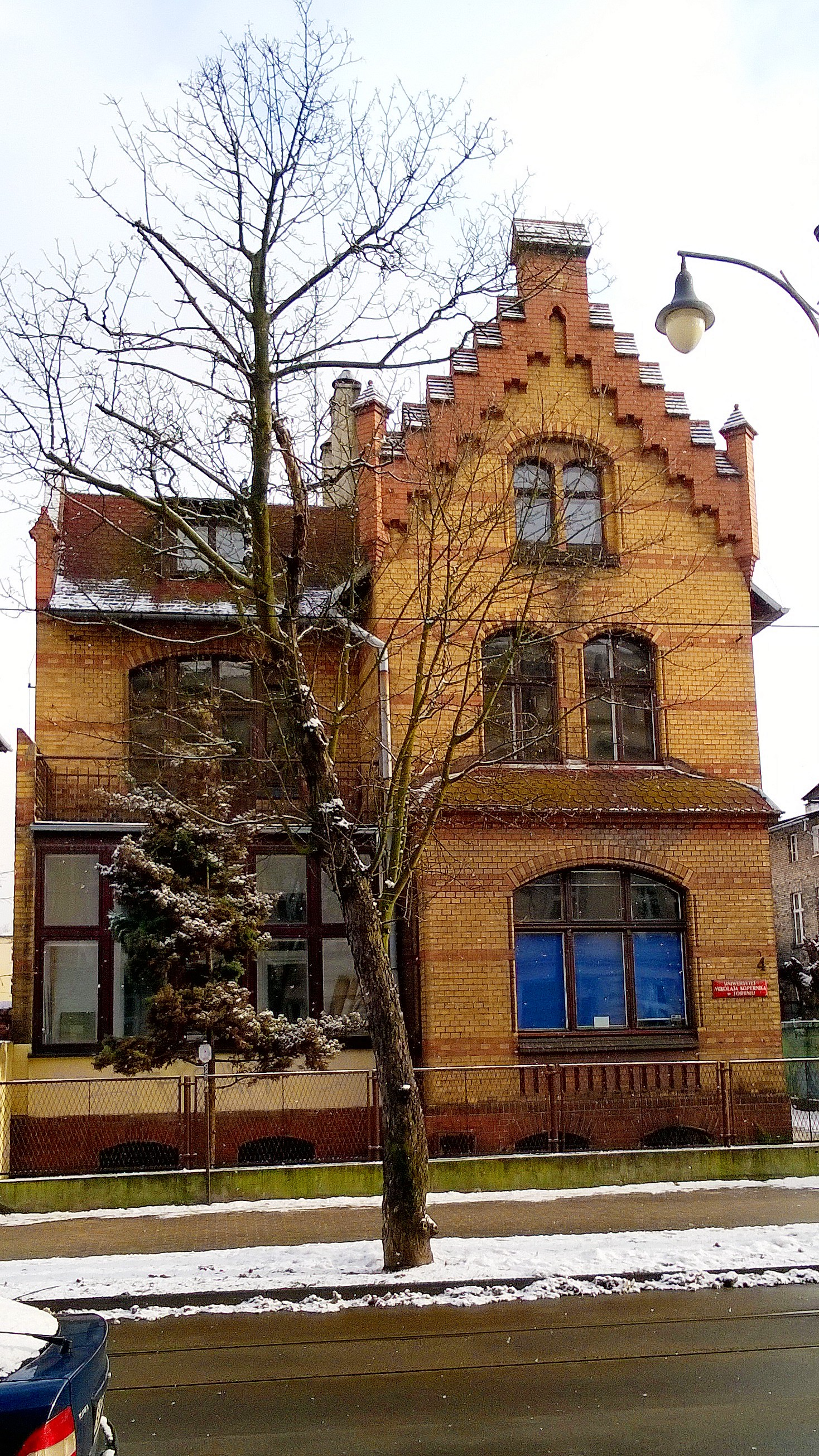
Tòa nhà kiến trúc tân Gothic là nơi làm việc của Chuyên khoa Giáo dục Nghệ thuật thuộc Khoa Mỹ thuật của Đại học Nicolaus Copernicus

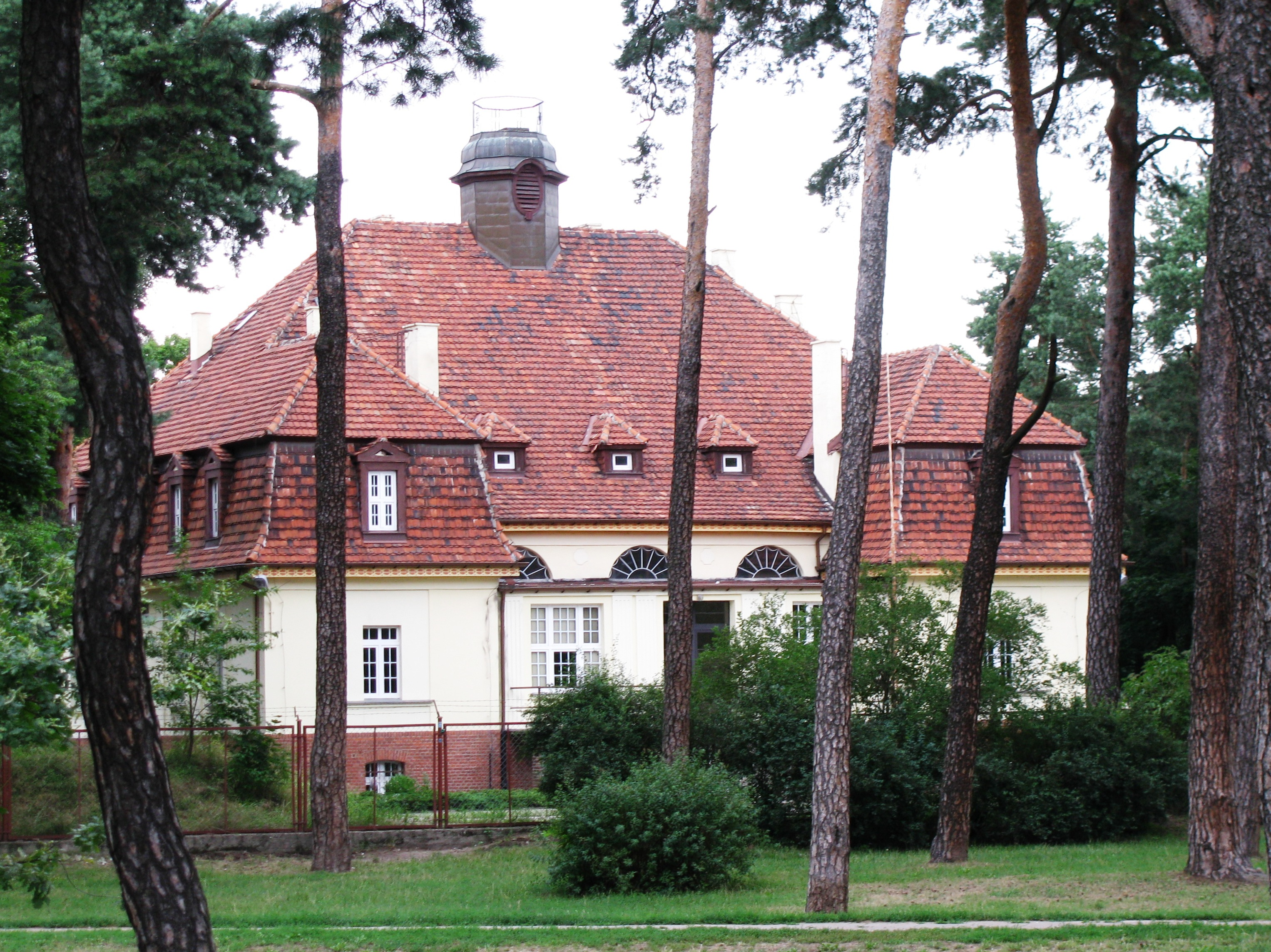
Chuyên khoa Nghệ thuật Intermedia thuộc Viện Nghệ thuật

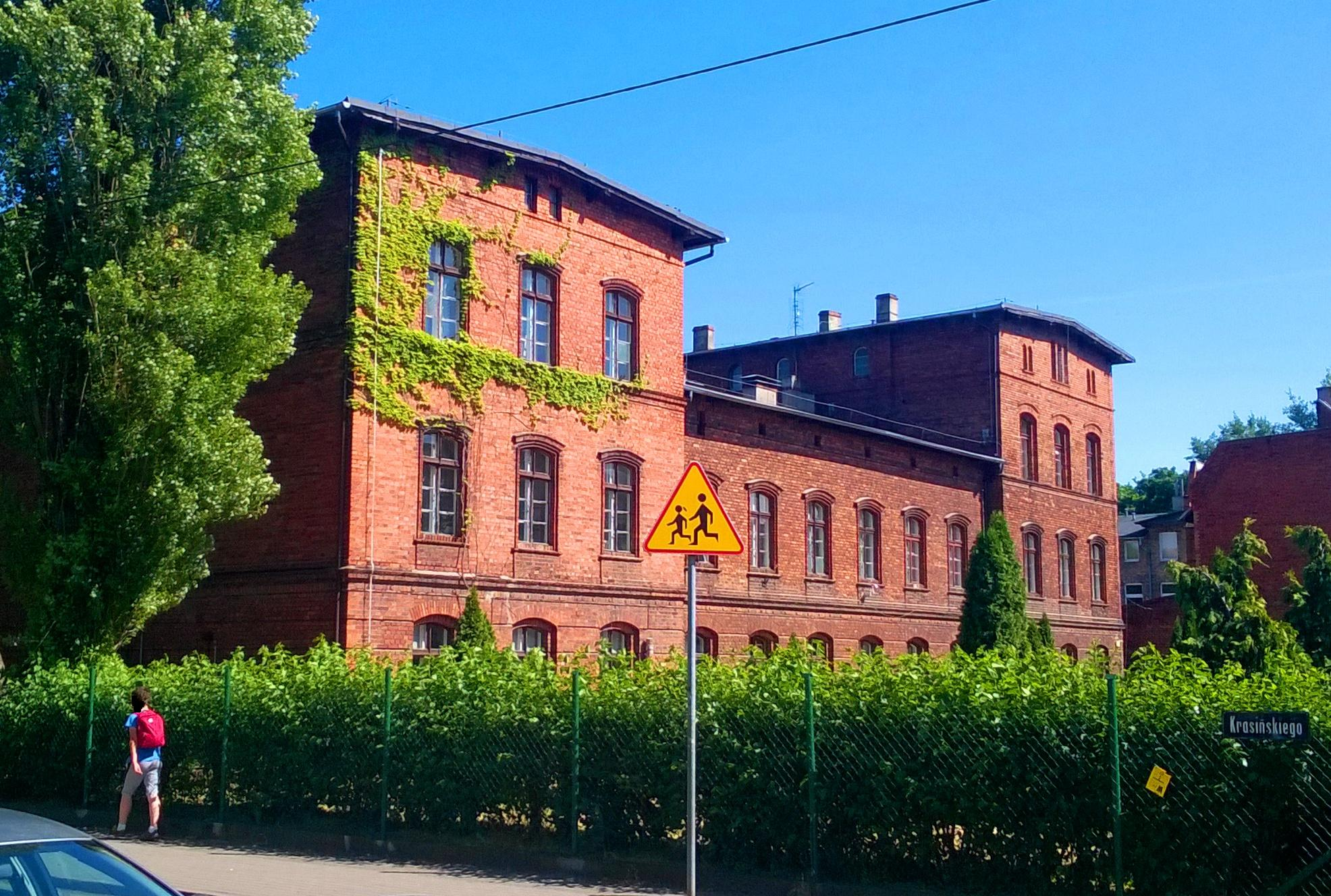
Tòa nhà Viện Nghệ thuật thuộc Đại học Nicolaus Copernicus

Khoa Mỹ thuật là một trong 16 khoa thuộc Đại học Nicolaus Copernicus ở Toruń. Tiếng Ba Lan: Wydział Sztuk Pięknych Uniwersytet Mikołaja Kopernika w Toruniu.

## Vị trí
Vị trí nằm ở phía tây của thành phố, số 30/32 phố Sienkiewicza, quận Bydgoskie Przingmieście.

## Lịch sử
Khoa Mỹ thuật đã tồn tại hơn hai trăm năm. Lịch sử khoa bắt nguồn từ "trường phái Vilnius" thế kỷ 18. Ngày 1 tháng 10 năm 1797, Chuyên khoa Vẽ trường Đại học Vilnius được thành lập tại Khoa Văn học và Nghệ thuật Tự do, quản lỹ bởi Franciszek Smuglewicz, một họa sĩ xuất sắc thuộc thời đại Stanisław.
Truyền thống giáo dục nghệ thuật hàn lâm ở Vilnius được định hình lại vào năm 1919. Khoa Mỹ thuật tái kích hoạt lại, được đặt tên theo Stefan Batory. Sau khi Thế chiến II bùng nổ vào năm 1939, khoa Mỹ thuật tạm thời đóng cửa. Đại học Nicolaus Copernicu được thành lập theo nghị định của Hội đồng Bộ trưởng ngày 24/8/1945, được Chủ tịch Hội đồng Quốc gia phê chuẩn vào ngày 11/9/1945. Chuyên khoa Mỹ thuật thành lập với tư cách là một bộ phận của khoa Nhân văn. Vào ngày 24 tháng 1 năm 1946, Chuyên khoa Mỹ thuật đã được chuyển đổi thành Khoa Mỹ thuật riêng biệt.
Đến năm 2021, khoa có sự định sẽ thành lập Trung tâm nghiên cứu và bảo tồn di sản văn hóa .

## Điều hành khoa Mỹ thuật
Nhiệm kỳ 2016-2020: 
| Chức vụ                                        | Tên và họ             |
| ---------------------------------------------- | --------------------- |
| Trưởng khoa                                    | GSTS Elżbieta Basiul  |
| Phó khoa phụ trách các vấn đề chung            | TS Alicja Majewska    |
| Phó khoa phụ trách tổ chức giáo dục và học tập | TS Mirosław Wachowiak |